# تيريزا بيرجانزا
تيريزا بيرجانزا (بالإسبانية: Teresa Berganza)‏ (و. 16 مارس 1935) ميزو-سوبرانو أسبانية.
ظهرت أول مرة عام 1957 في مهرجان أيكس إن بروفانس في دور «دورابيلا» في «مدرسة العشاق» لموتسارت وفي دالاس في دور «إيزابيلا» في أوبرا «فتاة إيطالية في الجزائر» لروسيني. أثناء الستينات والسبعينات كانت منتظمة في معظم دور الأوبرا الكبرى في العالم حيث تخصصت في أوبرات موتسارت وروسيني في دور الميزو سوبرانو وآخر الأمر قدمت دور مميز في كارمن.

## وصلات خارجية
- تيريزا بيرجانزا على موقع IMDb (الإنجليزية)
- تيريزا بيرجانزا على موقع الموسوعة البريطانية (الإنجليزية)
- تيريزا بيرجانزا على موقع مونزينجر (الألمانية)
- تيريزا بيرجانزا على موقع ميوزك برينز (الإنجليزية)
- تيريزا بيرجانزا على موقع أول موفي (الإنجليزية)
- تيريزا بيرجانزا على موقع قاعدة بيانات الأفلام السويدية (السويدية)
- تيريزا بيرجانزا على موقع أول ميوزيك (الإنجليزية)
- تيريزا بيرجانزا على موقع ديسكوغز (الإنجليزية)
- تيريزا بيرجانزا على موقع قاعدة بيانات الفيلم (الإنجليزية)